# Rhopalophora
Rhopalophora es un género de escarabajos longicornios.

## Especies
- Rhopalophora angustata Schaeffer, 1905
- Rhopalophora baracoana Zayas, 1975
- Rhopalophora bicolorella Knull, 1934
- Rhopalophora casignata Martins & Napp, 1989
- Rhopalophora collaris (Germar, 1823)
- Rhopalophora cupricollis Guérin-Méneville, 1844
- Rhopalophora dyseidia Martins & Napp, 1989
- Rhopalophora eximia Bates, 1892
- Rhopalophora lineicollis Chevrolat, 1859
- Rhopalophora longipes (Say, 1824)
- Rhopalophora meeskei Casey, 1891
- Rhopalophora miniatocollis Chevrolat, 1859
- Rhopalophora neivai Mendes, 1940
- Rhopalophora nigriventris Bates, 1885
- Rhopalophora occipitalis Chevrolat, 1859
- Rhopalophora paraensis Martins & Napp, 1989
- Rhopalophora peruana Martins, Galileo & Santos-Silva, 2015
- Rhopalophora prolixa Monné, 1989
- Rhopalophora prorubra Knull, 1944
- Rhopalophora pulverulenta Guérin-Méneville, 1844
- Rhopalophora punctatipennis Linsley, 1935
- Rhopalophora rubecula Bates, 1880
- Rhopalophora rufipennis Bezark & Santos-Silva, 2022
- Rhopalophora rugicollis (LeConte, 1858)
- Rhopalophora rugicollis hovorei Giesbert & Chemsak, 1993
- Rhopalophora santacruzensis Clarke, 2015
- Rhopalophora serripennis Giesbert & Chemsak, 1993
- Rhopalophora tenuis (Chevrolat, 1855)
- Rhopalophora venezuelensis Chevrolat, 1859
- Rhopalophora yucatana Giesbert & Chemsak, 1993